# Поттер, Крис
Кристофер Джей «Крис» Поттер (род. 23 августа 1960, Онтарио) — канадский актёр, музыкант и торговый агент, наиболее известный по ролям Питера Кайна в криминальной драме «Кунг-фу: легенда продолжается» и доктора Дэвида Камерона в первом сезоне сериала «Близкие друзья».

## Биография
Родился в семье Рона Поттера, бывшего футболиста и тренера «Ontario Mustangs», и Джудит Поттер, певицы, оставившей карьеру ради семьи. Был старшим из троих сыновей. С раннего детства Крис любил хоккей, бейсбол и футбол, а также занимался в любительском театре. На протяжении школьных лет показывал прекрасные результаты в спорте и всерьёз задумывался о карьере спортсмена, однако его отец оказался против.
Крис бросил колледж и начал карьеру рок-музыканта, но вскоре осознал, что театр нравится ему больше, и стал профессиональным сценическим актёром. Впрочем, до этого ему пришлось поработать на нефтяной вышке в Северной Канаде, продавать автомобили и стать страховым агентом.
Первыми шагами к известности Криса были многочисленные рекламные ролики и роль в «Material World». Внимание к себе он привлёк после съёмок «Кунг-фу: легенда продолжается» в 1992 году. Поттер подписал контракт с «Warner Bros», а в 1993 году получил первую роль в кино.
В свободное от съёмок время поёт и пишет песни. Поттер даже записал диск под названием «Tourmaline», для которого все песни написал самостоятельно. Играет на гитаре, ударных и клавишных вместе со своей музыкальной группой в Торонто.
В 2000 году Поттер снялся в художественном фильме «Проект 'Меркурий'» (Rocket’s Red Glare), за исполнение роли в котором получил награду «лучшего актёра» на церемонии награждения «New York Award». Также он появился в первом сезоне сериала «Близкие друзья», и в мини-сериале канала АВС «Трещина во времени» (A Wrinkle in Time) в 2003 году.